# Sagor för stora barn
Sagor för stora barn (engelska: The Storyteller) är en brittisk tv-serie från 1988, producerad av Jim Henson och skriven av Anthony Minghella.
I serien återberättas olika europeiska folksagor med en blandning av dockor och skådespelare. Berättelserna ramas in av en gammal sagoberättare (John Hurt) som sitter vid en öppen eld och berättar sagorna för sin talande hund (en docka med röst spelad av Brian Henson). 
Serien hade Sverigepremiär den 21 februari 1989 på SVT1.

## Gästskådespelare i urval
- Reece Dinsdale
- Gabrielle Anwar
- Joely Richardson
- Miranda Richardson
- Dawn French
- Jennifer Saunders
- Jane Horrocks
- Sean Bean
- Steven Mackintosh

## Avsnitt
1. The Soldier and Death
2. Fearnot
3. The Luck Child
4. A Story Short
5. Hans My Hedgehog
6. The Three Ravens
7. Sapsorrow
8. The Heartless Giant
9. The True Bride

## Avsnitt spinoff Greek Myths
Spinoff serie; The Storyteller - Greek Myths, Michael Gambon återberättar klassiska grekiska myter.
1. Daidalos och Ikaros
2. Orfeus och Eurydike
3. Perseus och Medusa
4. Teseus och Minotaurus